# Gargantua en Pantagruel

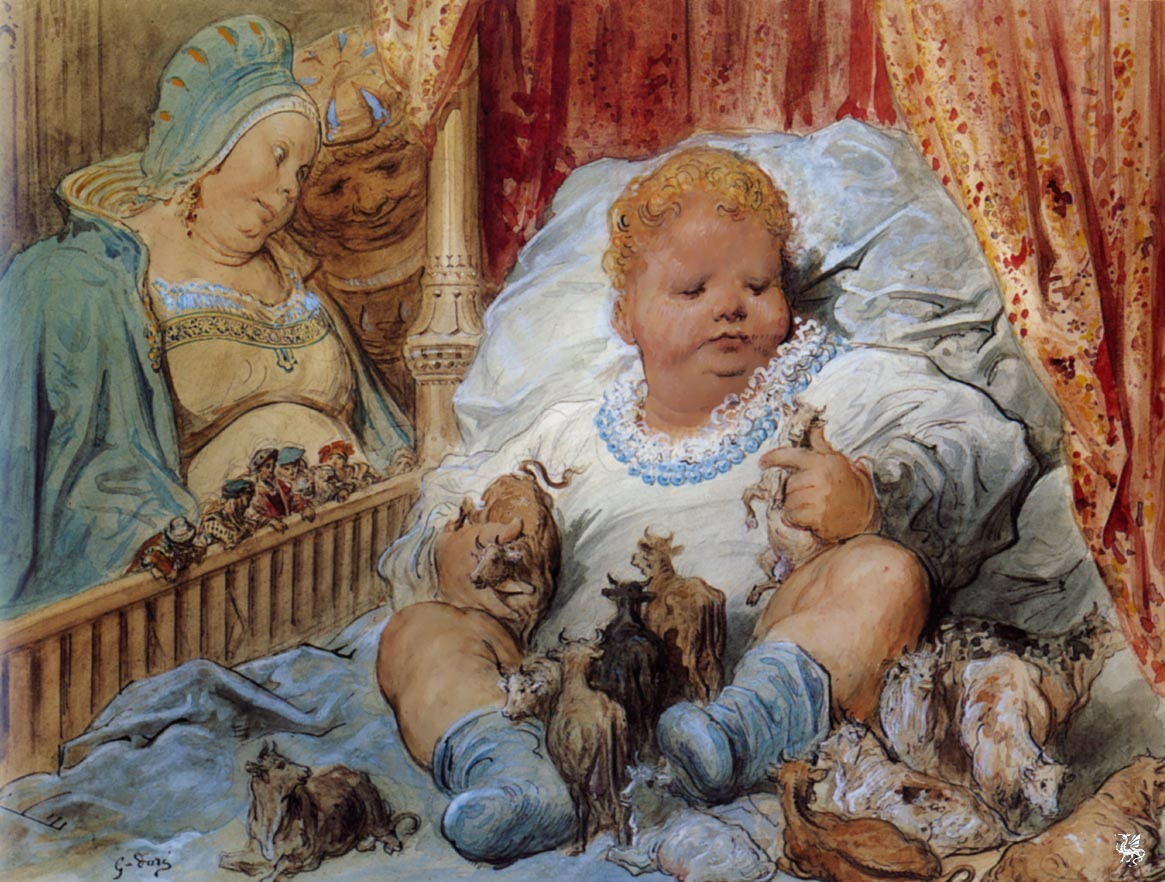
Tekening van Gustave Doré: De kindertijd van Pantagruel

Gargantua en Pantagruel is een reeks van vijf romans van François Rabelais, gepubliceerd tussen 1532 en 1564, over de avonturen van twee reuzen, vader Gargantua en zijn zoon Pantagruel, extravagant en satirisch beschreven.
Gargantua en Pantagruel behoort tot de belangrijkste werken van de wereldliteratuur. Het werd bijvoorbeeld opgenomen in de Verdensbiblioteket, een Noorse lijst van de honderd beste of invloedrijkste boeken ooit geschreven. De invloed van het boek op latere schrijvers is zeer groot. Wellicht beïnvloedde het bijvoorbeeld Shakespeare. Ook schrijvers als Sterne, Nashe, Diderot, Voltaire en De La Fontaine waren bewonderaars van Rabelais.
De eerste twee boeken in de reeks, Pantagruel (1532), en Gargantua (1542), verschenen onder het pseudoniem Alcofrybas Nasier, een anagram van Rabelais' echte naam. De Sorbonne verafschuwde het werk, maar omdat de Franse koning zich ermee vermaakte, ging Rabelais de latere delen onder zijn eigen naam uitgeven. De tekst is rauw en gewelddadig, en vol pikante en scatologische grappen. De beide figuren komen uit verschillende Franse sprookjes, waarin allerlei gebeurtenissen worden verklaard, hoe plaatsen aan hun naam komen, enzovoort. Rabelais heeft deze verhalen samengebracht en aangevuld met kritiek op de Kerk en de samenleving. Het boek bevat diverse verwijzingen naar de literatuur en filosofie van de klassieke oudheid en verschillende lange lijsten, bijvoorbeeld van fictieve boekentitels. Voltaire zag in het boek 'een historische parabel tegen het christendom'.
Het boek werd meerdere keren volledig vertaald in het Nederlands, de eerste keer al in 1682 door N.J. Wieringa.
Zeer bekend werden de negentiende-eeuwse Franse uitgaven met illustraties van Gustave Doré. 

## Het verhaal
De eerste twee boeken kan men vergelijken met de Ilias van Homeros, de volgende drie met de Odyssee.

### Gargantua
De man van Gargamella, Grandgousier, staat overal bekend als een grote drinker en eter. Gargamella is al elf maanden zwanger als ze tijdens een groot drink- en eetfestijn moet bevallen. Haar zoon Gargantua wordt uit haar linkeroor geboren in plaats van uit haar schoot, omdat ze te veel ingewanden heeft gegeten. Als de zuigeling is geboren begint hij al onmiddellijk "drinken, drinken" te roepen. Tot zijn vijfde jaar doodt de kleine Gargantua zijn tijd met eten, drinken en slapen. Daarna krijgt Gargantua gedurende enkele jaren onderricht van de beste onderwijzers. Maar omdat hij steeds dommer en dwazer wordt, ziet zijn vader in dat het beter zou zijn als zijn zoon helemaal niets zou leren uit boeken of van onderwijzers. 
Hij stuurt zijn zoon met de bediende Eudemon naar Parijs, naar de moderne Ponocrates. De studies die Gargantua onder leiding van Ponocrates volgt zijn een weldoordachte mengeling van geleerde oefeningen en ridderlijke spelen, opdat lichaam en geest harmonisch gestimuleerd worden. Ondertussen voert Gargantua's vader Grandgousier strijd tegen koning Picrocholle. Gargantua komt zijn vader bij die strijd helpen, waardoor ze de overwinning behalen. Gargamella's hart begeeft het van vreugde over de goede terugkeer van haar man en zoon.

### Pantagruel
Gargantua's vrouw Badebec sterft in het kraambed, na hem een zoon te hebben gebaard: Pantagruel. Ook deze studeert in Parijs, waar hij bevriend geraakt met een man die Panurge heet. Nadien trekt hij, zoals in Gargantua, ten oorlog, wanneer de Dipsoden (een vijandig volk) een inval doen. Uiteindelijk overwint hij. Na nog twee hoofdstukken (één waarin Pantagruel ziek komt te liggen en weer geneest, en een epiloog) eindigt het boek.
Dit boek was het eerste in de reeks; het voorwoord verwijst naar avonturen van Gargantua die Rabelais al in de 1530er jaren gepubliceerd had.

### Het derde boek
Panurge twijfelt gedurende dit hele boek over de vraag of hij moet trouwen of niet. Op advies van Pantagruel raadpleegt hij geleerden, waarzeggers en anderen. Uiteindelijk gaat hij op een zeereis om het 'Orakel van de Heilige Fles' (Oracle de Bacbuc) te raadplegen.

### Het vierde boek
De zeereis van Panurge en Pantagruel neemt dit hele boek in beslag. Onderweg bezoeken zij diverse eilanden en ontmoeten vele mensen.

### Het vijfde boek
Ook dit boek beschrijft Panurges zeereis, die eindigt met de aankomst bij het Orakel van de Heilige Fles. Het orakel spreekt niet meer dan één woord: 'Trinc'. Panurge concludeert hieruit dat wijn een inspirerende werking heeft en dat hij zo snel en zo vaak mogelijk moet trouwen. Er bestaat onzekerheid over de vraag of Rabelais het vijfde boek (volledig) zelf schreef.

## Nederlandse vertalingen
- François Rabelais, Alle de geestige werken, vert. Nicolaas Wieringa, 2 dln., 1682
Stijlvolle vertaling van de vijf boeken en van een zesde boek met ander werk van Rabelais
- François Rabelais, Gargantua en Pantagruel, vert. J.A. Sandfort, vol. I, 1931 en vol. II, 1932
Inventieve vertaling van de vijf boeken, met enkele weglatingen. Herdrukt in 1956 en 1980.
- François Rabelais, Gargantua en Pantagruel, vert. Théo Buckinx, 1995. ISBN 9789035116481
Onnauwkeurige vertaling van de eerste twee boeken.
- François Rabelais, Gargantua en Pantagruel, vert. J.M. Vermeer-Pardoen, 3 dln., 1996-1998. ISBN 9789086841646
Complete en treffende vertaling, voorzien van een inleiding en noten, nadien in één band verschenen.